# Columbia Aircraft Corporation
Die Columbia Aircraft war ein US-amerikanischer Hersteller von kleinen Sportflugzeugen, der bis zur Übernahme durch Cessna 2007 am Bend Municipal Airport in Bend in Oregon  beheimatet war.
Das Unternehmen produzierte technologisch sehr fortschrittliche Flugzeuge. Alle Modelle sind einmotorige Tiefdecker mit Glascockpit und Steuerung per Sidestick und erreichen, trotz nicht einziehbarer Fahrwerke, hohe Geschwindigkeiten.

## Geschichte
Die Firma entstand als Ausgründung von Lancair und trug seit Juli 2005 ihren Namen. Im November 2007 wurde die Firma von Cessna aufgekauft. Das Unternehmen hat mehr als 600 Flugzeuge produziert.

## Flugzeuge
- Columbia 300 – nicht mehr produziert
- Columbia 350 – jetzt als Cessna 350 bezeichnet
- Columbia 400 – jetzt als Cessna 400 bezeichnet